# Ржевский коридор
Ржевский коридор — мемориальная трасса, памятник Героической обороны Ленинграда (Санкт-Петербурга) в годы Великой Отечественной войны.

## История

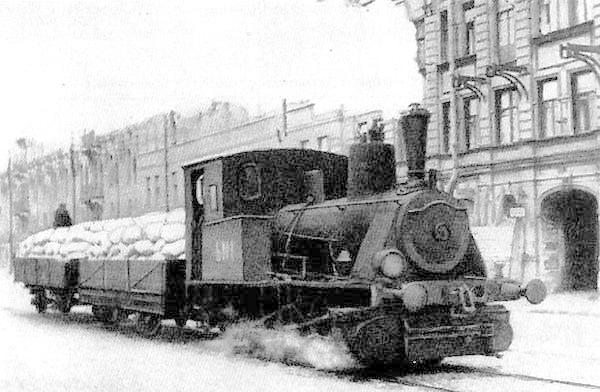
Мука от Ржевки на хлебозавод (1942)

Трасса проходит по историческому району Ржевка — Пороховые в Красногвардейском районе Санкт-Петербурга. «Ржевский коридор» начинается у железнодорожной станции Ржевка идёт по Рябовскому шоссе сворачивает на улицу Коммуны, проходит вдоль Ильинского сада и шоссе Революции.
В годы Великой Отечественной войны это был прифронтовой район. На станцию Ржевка с «большой земли» по «Дороге жизни» прибывал транспорт с продовольствием, медикаментами, боеприпасами. Первые 7 километров от станции Ржевка к центру города называли «Ржевским коридором». По этой трассе грузовики и специальные локомотивы-трамваи развозили груз до распределительных пунктов, медикаменты в больницы, муку — на хлебозаводы.
Здесь не было боевых действий, но эта территория ожесточённо обстреливалась. 29 марта 1942 года бомбовым ударом здание вокзала было уничтожено. 
Район «Ржевского коридора» был одной из главных мишеней противника, так как это конечный отрезок «Дороги жизни» — единственной транспортной магистрали, связывающей Ленинград со страной с сентября 1941 по март 1943.
По этому коридору в осаждённый город были доставлены сотни тысяч тонн продовольствия, медикаментов и боеприпасов. По этому пути было вывезено на «большую землю» более миллиона измождённых ленинградцев. На углу Большеохтинского проспекта и шоссе Революции находился его первый регулировочный пункт.

## Мемориальная трасса

Барельеф одного из монументов мемориала Ржевский коридор (1985)

Мемориальная трасса «Ржевский коридор» создана по концепции и эскизам архитектора В. С. Лукьянова к Сороковой годовщине Победы в Великой Отечественной войне в 1985 году.
Вдоль многокилометрового пути, как верстовые столбы, установлены монументы со словами «Ржевский коридор». Аскетической формы стелы, названные «Хлеб насущный» (Daily Bread Stone), опоясаны барельефами изображающими сцены героического времени.